# Carte MMC
 (août 2013).
Si vous disposez d'ouvrages ou d'articles de référence ou si vous connaissez des sites web de qualité traitant du thème abordé ici, merci de compléter l'article en donnant les références utiles à sa vérifiabilité et en les liant à la section « Notes et références ».
Pour les articles homonymes, voir MMC.

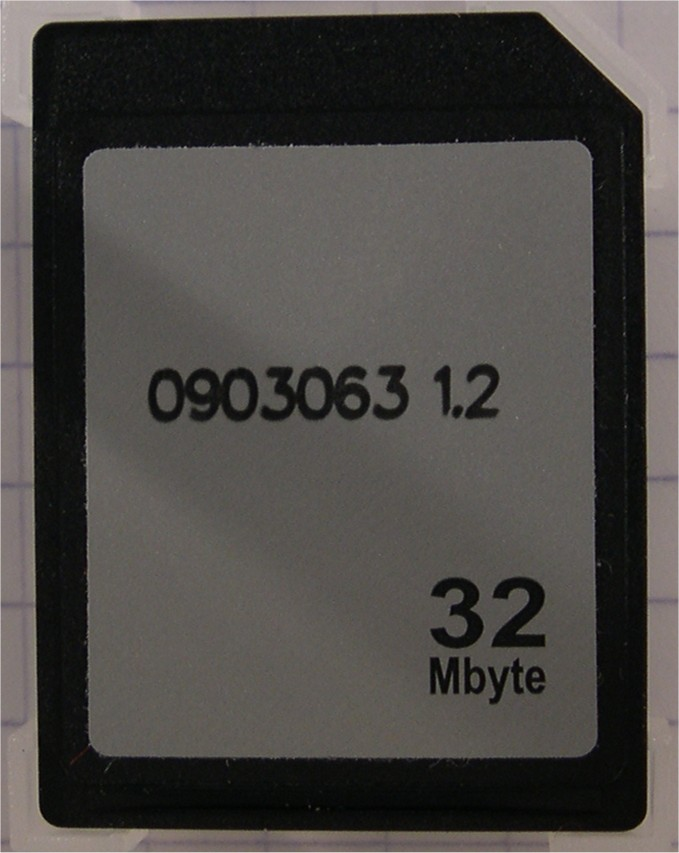
Carte MMC de 32 Mio (avant)

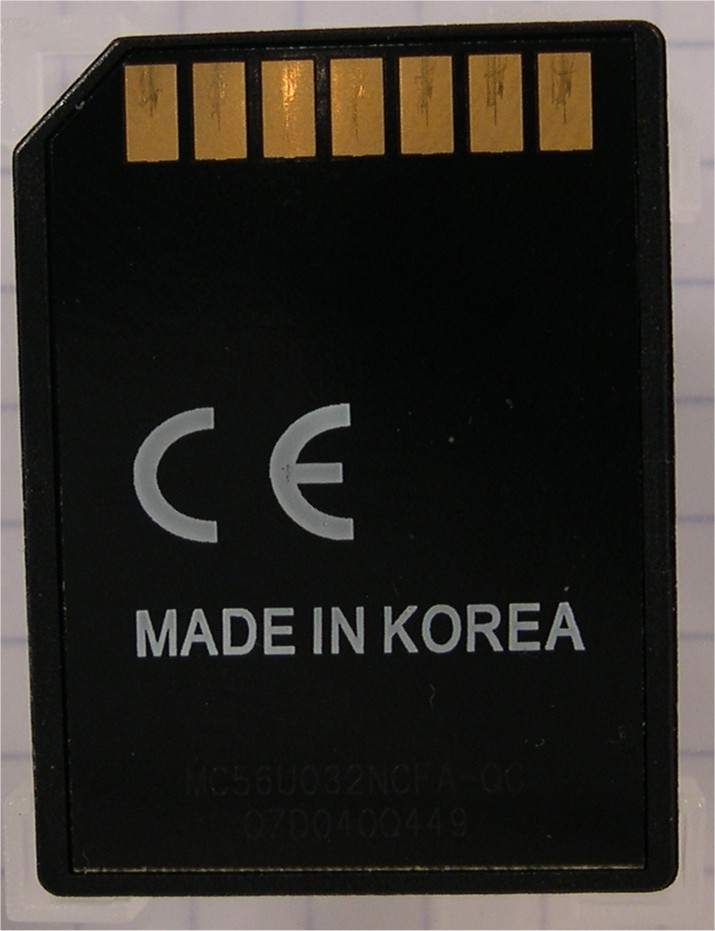
Carte MMC de 32 Mio (arrière)

La carte MMC (MultiMedia Card) ou carte mémoire multimédia, est une unité amovible de stockage de données numériques. Elle est utilisée, généralement, pour le stockage des clichés numériques dans les appareils photo numériques.
Elle est plus petite que les CompactFlash et les SmartMedia Cards, et de dimensions presque identiques aux cartes SD qui sont légèrement plus épaisses.
Il existe, également, les cartes MMC Plus :
- Capacités : 256 Mio, 512 Mio, 1 Gio, 2 Gio,
- Dimensions : 24 mm × 32 mm × 1,4 mm,
- Taux de transfert : jusqu’à 30,3 Mo/s en lecture ; jusqu’à 15,7 Mo/s en écriture,
- Température de fonctionnement : 0 à 60 °C,
- Température de stockage : −20 à 85 °C,
- Masse : 1,50 g,
- Compatibilité : conforme à la Spécification MMC System Version 4.0,
- Facilité d’utilisation : Plug and Play,
- Tension électrique : 3,3 V,
- Conservation des données : jusqu’à 10 ans.

Depuis 2010, les cartes SD font office de standard de stockage de fichiers et ont ainsi rendu les cartes MMC quelque peu obsolètes au sein des différents appareils électroniques (appareils photo numériques, consoles de jeux vidéo, téléphones mobiles, etc.). Néanmoins, beaucoup d'appareils, notamment les ordinateurs disposant d'un port pour cartes SD, peuvent également lire les cartes MMC.
La norme Universal Flash Storage développée par le JEDEC est prévue pour remplacer le standard MMC en améliorant les débits.

## Variantes

### eMMC
La spécification eMMC (embedded MMC) décrit une architecture constituée d'une solution d'enregistrement embarquée avec interface MMC (versions 4.x, 5), mémoire flash et contrôleur, sous forme d'un composant en boîtier (BGA) à souder sur un circuit imprimé.
- eMMC 4.4x est limitée à 104 Mo/s
- eMMC 4.5 permet 200 Mo/s
- eMMC 5.0[1] permet 400 Mo/s

eMMC 5.0 permet également des statistiques sur les écritures (semblables au SMART des SSD) permettant une meilleure gestion de l’usure, une possibilité de mettre à jour le firmware de la puce, une autre permettant au système d'exploitation de placer la mémoire en état de veille.
Ces possibilités existent, mais le lecteur (matériel) et le système (logiciel) peuvent les exploiter ou non. Dans la pratique, il peut donc arriver que l'ensemble ne dépasse pas les performances d'une carte SD de base autour de 100 Mo/s.
La dernière version de la norme eMMC (JESD84-B51) par le JEDEC est la version 5.1A publiée en janvier 2019. Une norme de remplacement eUFS basé sur l'UFS devrait à terme remplacer eMMC.

#### eMMC Module
Les modules eMMC avec un connecteur ont été popularisés par hardkernel à partir de 2016 pour les cartes de type Odroid pour l'embarqué et le retrogaming. Elles sont encore utilisées par d'autres cartes comme la Rockpi4 ou bien très récemment par la Starfive VisionFive 2. Dans ce cas le terme eMMC est aussi utilisé pour décrire le format avec connecteur sans qu'aucune précision ne soit apportée sur la nature du connecteur qui n'est pourtant pas un BGA, il est nécessaire d'acheter un module avec le bon type de connecteur.
Il existe cependant aussi d'autres modules avec connecteur qui  ne sont pas les mêmes qu'Odroid.

### miCard
La carte mémoire miCARD (Multiple Interface card), annoncée le 2 juin 2007, a été approuvée par la MultiMedia Card Association (MMCA) comme carte mémoire standard compatible avec la plupart des appareils électroniques. La carte miCARD a été développée par un institut de recherche taïwanais, l'Industrial Technology Research Institute. Douze entreprises taïwanaises ont signé des accords de production de la miCARD.
La carte est annoncée comme compatible avec les lecteurs USB ainsi que les lecteurs de cartes SD, dotée d'une capacité initiale de 8 Gio, d'une vitesse de transfert de 480 Mb/s ainsi que d'une capacité maximum théorique de 2 048 Gio soit 2 Tio.
Le choix entre systèmes de fichiers (FAT, NTFS, ext2) n'a pas encore été annoncé.